# Paso de los Toros
Paso de los Toros (wörtlich Pass der Stiere) ist eine Stadt in Uruguay.

## Lage
Sie liegt im Zentrum Uruguays am Río Negro im Departamento Tacuarembó. Westlich befindet sich der Baygorria-Stausee, östlich ist das Wasserkraftwerk Rincón del Bonete am gleichnamigen Stausee zu finden.

## Geschichte
Bis etwa 1917 hieß die Stadt Santa Isabel, bevor sie sich durch die Trennung von Kirche und Staat umbenennen musste. Am 1. Juli 1953 erhielt Paso de los Toros durch das Gesetz Nr. 11.952 (Ley 11.952) den Status einer Ciudad (Stadt).

## Stadtverwaltung
Bürgermeister (Alcalde) von Paso de los Toros ist Luis Irigoin.

## Einwohner
Sie ist mit 12.985 Einwohnern (Stand: 2011; 13.315 [1996]), davon 6.211 männliche und 6.774 weibliche, die zweitgrößte Stadt des Departamentos.
| Jahr | Einwohner |
| ---- | --------- |
| 1963 | 9.522     |
| 1975 | 13.032    |
| 1985 | 13.026    |
| 1996 | 13.315    |
| 2004 | 13.231    |
| 2011 | 12.985    |

Quelle:

## Wirtschaft und Infrastruktur
Südlich des Rio Negro errichtet die Firma UPM ein Zellstoffwerk.
Mit der 250 km südlich gelegenen Hauptstadt Montevideo ist Paso de los Toros über die Straße Ruta 5 und die Bahnstrecke Montevideo–Paso de los Toros verbunden. In nördliche Richtung führen Ruta 5 und eine Bahnstrecke nach Rivera an der brasilianischen Grenze.

## Söhne der Stadt
- Nelson Acosta (* 1944), Fußballspieler und -trainer
- Fernando Arismendi (* 1991), Fußballspieler
- Mario Benedetti (1920–2009), Schriftsteller
- Washington Camacho (* 1986), Fußballspieler
- Florencio Faustino González, Politiker der Partido Colorado
- Rómulo Mangini
- Nelson Olveira (* 1974), Fußballspieler und -trainer
- Fabián O’Neill (1973–2022), Fußballspieler
- Leandro Otormín (* 1996), Fußballspieler
- Ronald Pais (* 1946), Politiker der Partido Colorado
- Víctor Púa (* 1956), Fußballspieler und -trainer

## Sonstiges
Paso de los Toros ist auch der Name eines in Uruguay und Argentinien beliebten kohlensäurehaltigen Limonaden-Getränks der PepsiCo, Inc.